# Primera División Regional Aficionados de Castilla y León 2019-20
La temporada 2019-20 de la Primera División Regional Aficionados de Castilla y León de fútbol corresponde a la trigésimo cuarta edición de la competición y la vigésimo primera con su actual denominación. La primera fase de la competición arrancó el 7 de septiembre de 2019 y su finalización estaba prevista para el 24 de mayo de 2020, aunque se suspendió a causa de la crisis sanitaria provocada por la pandemia de Coronavirus, disputados los últimos partidos el 8 de marzo de 2020. La Federación de Castilla y León de Futbol declaró finalizada la competición el 14 de mayo de 2020, aplicando los ascensos a Tercera División en función de la clasificación de la última jornada disputada y dejando sin efecto las plazas de descenso a Primera División Regional.

## Sistema de competición
Participaron treinta y seis clubes repartidos en dos grupos de 18 equipos cada uno y distribuidos siguiendo criterios geográficos. Se enfrentaron todos contra todos en dos ocasiones -una en campo propio y otra en campo contrario- durante un total de 34 jornadas. El orden de los encuentros se decidió por sorteo antes de empezar la competición. La Federación de Fútbol de Castilla y León fue la responsable de designar las fechas de los partidos y los árbitros de cada encuentro, reservando al equipo local la potestad de fijar el horario exacto de cada encuentro.
La clasificación final se estableció con arreglo a los puntos obtenidos en cada enfrentamiento a razón de tres por partido ganado, uno por empatado y ninguno en caso de derrota. Si al finalizar el campeonato dos equipos obtenían la misma puntuación, los mecanismos para desempatar la clasificación serían los siguientes:
1. El equipo que hubiese marcado más goles al otro en los enfrentamientos entre ambos.
2. Si persistiera el empate, se tendría en cuenta la diferencia de goles a favor y en contra en todos los encuentros del campeonato, prevaleciendo la diferencia más positiva.
3. De persistir aun así el empate, se tendría en cuenta el número de goles marcados en todo el campeonato, prevaleciendo la mayor cantidad.

Si el empate a puntos se producía entre tres o más clubes, los sucesivos mecanismos de desempate serían los siguientes:
1. La mejor puntuación de la que a cada uno correspondiera a tenor de los resultados de los partidos jugados entre sí por los clubes implicados.
2. La mayor diferencia de goles a favor y en contra, considerando únicamente los partidos jugados entre sí por los clubes implicados.
3. La mayor diferencia de goles a favor y en contra teniendo en cuenta todos los encuentros del campeonato.
4. El mayor número de goles a favor teniendo en cuenta todos los encuentros del campeonato.

Una vez finalizada la fase regular de la competición, el primer clasificado de cada grupo ascendería directamente a la Tercera División, así como el segundo de grupo con mejor puntuación (o con mejor promedio de puntos por partido, en caso de que los dos segundos hubieran disputado un número distinto de partidos). La suspensión de la competición y su finalización a falta de 10 jornadas a causa de la crisis sanitaria por la pandemia de coronavirus hizo efectivos los ascensos en las posiciones provisionales, así como dejó sin efecto los descensos inicialmente previstos.
El sistema de competición y las consecuencias clasificatorias fueron aprobadas por la FCyLF.

## Ascensos y descensos
Los equipos que mantuvieron la categoría en la anterior temporada participaron en esta, junto a los tres equipos descendidos de la Tercera División y los nueve equipos ascendidos de la Primera División Provincial.
| Pos.          | Ascendidos a Tercera División |
| ------------- | ----------------------------- |
| 1.º (Grupo A) | C.D. Becerril                 |
| 1.º (Grupo B) | Salamanca C.F. UDS "B"        |
| 2.º (Grupo A) | C.D. Mirandés "B"             |
| No compitió   | Real Burgos C.F.              |

| Pos. | Descendidos de Tercera División |
| ---- | ------------------------------- |
| 18.º | Briviesca C.F.                  |
| 19.º | CyD Cebrereña                   |
| 20.º | Sporting Uxama                  |

| Pos.                   | Ascendidos de Primera División Provincial |
| ---------------------- | ----------------------------------------- |
| 1.º (Grupo Ávila)      | Atlético Candeleda                        |
| 1.º (Grupo Burgos)     | C.D. Internacional Vista Alegre           |
| 1.º (Grupo León)       | C.D. Fabero                               |
| 1.º (Grupo Palencia)   | C.D.F. Carejas Paredes                    |
| 1.º (Grupo Salamanca)  | C.D. Navega                               |
| 1.º (Grupo Segovia)    | Turégano C.F.                             |
| 2.º (Grupo Soria)      | C.D. San Esteban de Gormaz                |
| 1.º (Grupo Valladolid) | C.D. Laguna                               |
| 1.º (Grupo Zamora)     | C.D. Bovedana                             |

| Pos.           | Descendidos a Primera División Provincial |
| -------------- | ----------------------------------------- |
| 13.º (Grupo A) | C.D. Cuéllar Balompié                     |
| 14.º (Grupo A) | C.F. Venta de Baños                       |
| 15.º (Grupo A) | U.D. El Espinar-San Rafael                |
| 16.º (Grupo A) | Arandina C.F. "B"                         |
| 16.º (Grupo B) | C.D. Toralense                            |
| 17.º (Grupo A) | C.D. Bosco de Arévalo                     |
| 17.º (Grupo B) | C.D. Navarrés                             |
| 18.º (Grupo A) | C.D. Palencia Balompié                    |
| 18.º (Grupo B) | C.D. Ejido                                |

1. ↑  El Real Burgos C.F., descendido a Primera División Regional en la temporada 2017-18 recurrió dicho descenso en los juzgados, consiguiendo la anulación del mismo y su reincorporación a Tercera División para la temporada 2019-20, por lo que no compitió en la temporada 2018-19.

## Participantes

### Información sobre los equipos participantes

#### Grupo A
| Equipo                          | Localidad                                   | Estadio                     |
| ------------------------------- | ------------------------------------------- | --------------------------- |
| Atlético Candeleda              | Candeleda                                   | El Llano                    |
| C.F. Briviesca                  | Briviesca                                   | Diego Dávila Álvarez        |
| C.D. Calasanz                   | Soria                                       | José Andrés Diago 2         |
| C.D.F. Carejas Paredes          | Paredes de Nava                             | Municipal                   |
| C.D. Castilla Palencia          | Palencia                                    | Pan y Guindas               |
| CyD Cebrereña                   | Cebreros                                    | El Mancho                   |
| C.D. Colegios Diocesanos UCAV   | Ávila                                       | Sancti Spiritu A            |
| C.D. Internacional Vista Alegre | Burgos                                      | Teodoro Tejedor             |
| C.D. Palencia C.F.              | Palencia                                    | El Otero                    |
| Racing Lermeño C.F.             | Lerma                                       | El Arlanza                  |
| C.D. San Esteban de Gormaz      | San Esteban de Gormaz                       | Municipal                   |
| C.D. San José                   | Soria                                       | San Juan                    |
| Sporting Uxama                  | El Burgo de Osma                            | Municipal del Burgo de Osma |
| C. D. Tardelcuende              | Tardelcuende                                | Polideportivo Abel Antón    |
| Turégano C. F.                  | Turégano                                    | El Burgo Turégano           |
| Unami C.P.                      | Segovia                                     | La Albuera                  |
| C.D. Villamuriel                | Villamuriel de Cerrato                      | Rafael Vázquez Sedano       |
| Villarcayo Nela C.F.            | Villarcayo de Merindad de Castilla la Vieja | El Soto                     |

#### Grupo B
| Equipo                         | Localidad               | Estadio                                        |
| ------------------------------ | ----------------------- | ---------------------------------------------- |
| Béjar Industrial               | Béjar                   | Mario Emilio                                   |
| C.D. Benavente                 | Benavente               | Luciano Rubio                                  |
| Betis C.F.                     | Valladolid              | Nemesio Gómez "Peque"                          |
| C.D. Bovedana                  | La Bóveda de Toro       | Municipal Bóveda del Toro                      |
| Ciudad Rodrigo C.F.            | Ciudad Rodrigo          | Francisco Mateos                               |
| S.D. Fabero                    | Fabero                  | Municipal de Fabero                            |
| C.D. Hergar Camelot Helmántica | Salamanca               | Ángel Pérez Huerta 2                           |
| La Cistérniga C.F.             | La Cistérniga           | Municipal La Cistérniga 1                      |
| C.D. Laguna                    | Laguna de Duero         | La Laguna                                      |
| C.D. Mojados                   | Mojados                 | Municipal Mojados                              |
| C.D. Navega                    | Salamanca               | Vicente del Bosque_Salamanca                   |
| C.D. Onzonilla                 | Onzonilla               | La Vega 1                                      |
| C.D. Peñaranda                 | Peñaranda de Bracamonte | Luis García García                             |
| S.D. Ponferradina "B"          | Ponferrada              | Compostilla Vicente del Bosque                 |
| C.D. Ribert                    | Salamanca               | Anexos Estadio Helmántico - Pistas Municipales |
| C.D. Universidad de Valladolid | Valladolid              | Parque de Canterac                             |
| C.D. Villa de Simancas         | Simancas                | Los Pinos                                      |
| C.D. Villaralbo                | Villaralbo              | Los Barreros                                   |

| Atlético Candeleda Cebrereña Colegios Diocesanos UCAV Briviesca Internacional Vista Alegre Racing Lermeño Villarcayo Nela Fabero Onzonilla Ponferradina "B" Carejas Paredes Castilla Palencia Palencia CF Villamuriel Béjar Industrial Ciudad Rodrigo LHergar Camelot Helmántica Navega Peñaranda Ribert Turégano Unami Calasanz San Esteban de Gormaz San José Sporting Uxama Tardelcuende Betis C.F. La Cistérniga Laguna Mojados Universidad de Valladolid Villa de Simancas Benavente Bovedana Villaralbo |

### Equipos por Provincia
| N.º | Provincia  | Equipos | Grupo |
| --- | ---------- | --- | ----- |
| 3   | Ávila      | Atlético Candeleda, CyD Cebrereña y C.D. Colegios Diocesanos UCAV                                                       | A     |
| 4   | Burgos     | C.F. Briviesca, C.D. Internacional Vista Alegre, Racing Lermeño C.F. y Villarcayo Nela C.F.                             | A     |
| 4   | Palencia   | C.D.F. Carejas Paredes, C.D. Castilla Palencia, C.D. Palencia C.F. y C.D. Villamuriel                                   | A     |
| 2   | Segovia    | Turégano C.F. y Unami C.P.                                                                                              | A     |
| 5   | Soria      | C.D. Calasanz de Soria, C.D. San Esteban de Gormaz, C.D. San José de Soria, Sporting Club Uxama y C.D. Tardelcuende     | A     |
| 3   | León       | C.D. Fabero, C.D. Onzonilla y S.D. Ponferradina "B"                                                                     | B     |
| 6   | Salamanca  | Béjar Industrial, Ciudad Rodrigo C.F., C.D. Hergar Camelot Helmántica, C.D. Navega, C.D. Peñaranda y C.D. Ribert        | B     |
| 6   | Valladolid | C.D. Betis C.F., C.D. La Cistérniga, C.D. Laguna, C.D. Mojados, C.D. Universidad de Valladolid y C.D. Villa de Simancas | B     |
| 3   | Zamora     | C.D. Benavente, C.D. Bovedana y C.D. Villaralbo                                                                         | B     |

## Fase regular

### Grupo A

#### Clasificación
| Pos. | Equipo                             | Pts. | PJ | G  | E | P  | GF | GC | Dif. |                                           |
| ---- | ---------------------------------- | ---- | -- | -- | - | -- | -- | -- | ---- | ----------------------------------------- |
| 1    | C.D. Colegios Diocesanos (A, C, X) | 58   | 24 | 18 | 4 | 2  | 55 | 15 | +40  | Ascenso a Tercera División y Copa del Rey |
| 2    | CyD Cebrereña (A)                  | 53   | 24 | 16 | 5 | 3  | 50 | 20 | +30  | Ascenso a Tercera División                |
| 3    | Sporting Uxama                     | 50   | 24 | 15 | 5 | 4  | 39 | 19 | +20  |                                           |
| 4    | C.F. Briviesca                     | 47   | 24 | 14 | 5 | 5  | 41 | 20 | +21  |                                           |
| 5    | Unami C.P.                         | 45   | 24 | 14 | 3 | 7  | 42 | 34 | +8   |                                           |
| 6    | C.D. Castilla Palencia             | 42   | 24 | 12 | 6 | 6  | 47 | 23 | +24  |                                           |
| 7    | C.D. Palencia C.F.                 | 36   | 24 | 10 | 6 | 8  | 41 | 35 | +6   |                                           |
| 8    | C.D. San José                      | 36   | 24 | 10 | 9 | 5  | 28 | 23 | +5   |                                           |
| 9    | Turégano C.F.                      | 32   | 24 | 9  | 5 | 10 | 39 | 32 | +7   |                                           |
| 10   | Villarcayo Nela C.F.               | 32   | 24 | 9  | 5 | 10 | 27 | 23 | +4   |                                           |
| 11   | Racing Lermeño C.F.                | 29   | 24 | 9  | 2 | 13 | 34 | 41 | −7   |                                           |
| 12   | C.D. Villamuriel                   | 27   | 24 | 6  | 9 | 9  | 27 | 31 | −4   |                                           |
| 13   | C.D. San Esteban de Gormaz         | 26   | 24 | 7  | 5 | 12 | 29 | 46 | −17  |                                           |
| 14   | C.D. Calasanz                      | 22   | 24 | 6  | 4 | 14 | 31 | 42 | −11  |                                           |
| 15   | C.D. Tardelcuende                  | 20   | 24 | 4  | 8 | 12 | 36 | 42 | −6   |                                           |
| 16   | C.D.F. Carejas Paredes             | 20   | 24 | 4  | 8 | 12 | 28 | 42 | −14  |                                           |
| 17   | C.D. Internacional Vista Alegre    | 17   | 24 | 4  | 5 | 15 | 29 | 61 | −32  |                                           |
| 18   | Atlético Candeleda                 | 6    | 24 | 2  | 0 | 22 | 10 | 84 | −74  |                                           |

Actualizado a los partidos jugados el 08 de marzo de 2020.
 Fuente: Resultados Fútbol
Criterios de clasificación: Puntos · Enfrentamientos directos · Diferencia de goles · Goles a favor.
Notas:
1. ↑  C.D. Colegios Diocesanos Se clasificó para la Copa del Rey como el primero de grupo con mejor puntuación.
2. ↑  CyD Cebrereña ascendió a Tercera División de España como el segundo de grupo con mejor puntuación.
3. ↑  C.D. San José fue sancionado con una reducción de 3 puntos en la clasificación por alineación indebida en el encuentro de la jornada 21 San José - Calasanz.

#### Resultados
| Local \ Visitante               | BRI | CAL | CAR | CAS | CEB | CND  | COL | INT | PAL | RLR | SES | SJS | TAR | TUR | UNA | UXA | VLM | VNL |
| ------------------------------- | --- | --- | --- | --- | --- | ---- | --- | --- | --- | --- | --- | --- | --- | --- | --- | --- | --- | --- |
| C.F. Briviesca                  | —   | 1–0 | 3–0 | 2–0 | 2–1 | X    | X   | 5–0 | X   | 1–2 | X   | 1–1 | 3–1 | 4–0 | X   | 0–1 | 1–0 | 0–0 |
| C.D. Calasanz                   | 2–3 | —   | 3–2 | 1–3 | X   | 3–1  | X   | 1–2 | 4–4 | 1–1 | X   | 0–1 | 3–0 | X   | 2–2 | 1–1 | 1–3 | 2–0 |
| C.D.F. Carejas Paredes          | 1–2 | X   | —   | 1–1 | 1–2 | X    | X   | 2–2 | X   | 2–1 | X   | 0–1 | 1–3 | 1–0 | X   | 0–0 | 0–0 | 0–2 |
| C.D. Castilla Palencia          | 0–2 | X   | X   | —   | 1–2 | 6–0  | 0–0 | X   | 1–0 | 3–1 | 5–0 | 4–0 | 5–4 | 0–2 | 3–0 | 2–0 | 0–0 | X   |
| CyD Cebrereña                   | 3–0 | 1–0 | 2–0 | X   | —   | 2–0  | 1–1 | 5–1 | 1–0 | X   | 7–0 | 2–1 | 1–1 | X   | 4–0 | 2–1 | X   | X   |
| Atlético Candeleda              | 1–2 | 1–0 | 2–0 | 0–3 | X   | —    | 1–3 | 0–2 | X   | 0–3 | 0–3 | 1–4 | 0–2 | X   | X   | X   | 0–3 | 1–4 |
| C.D. Colegios Diocesanos        | 1–0 | 3–0 | 4–2 | X   | X   | 11–0 | —   | 4–2 | 4–1 | 2–0 | 3–1 | 0–0 | X   | X   | 2–1 | X   | 3–0 | 1–0 |
| C.D. Internacional Vista Alegre | 1–2 | X   | 3–2 | 1–3 | 2–4 | X    | X   | —   | 1–1 | 0–4 | X   | 1–1 | 2–2 | 2–4 | 2–2 | 0–1 | 2–0 | 1–2 |
| C.D. Palencia C.F.              | 1–1 | 2–0 | 1–1 | 2–1 | 1–0 | 4–0  | 0–2 | 2–0 | —   | X   | 5–1 | X   | X   | 3–2 | 2–3 | X   | X   | X   |
| Racing Lermeño C.F.             | X   | 1–0 | X   | 1–1 | 0–1 | X    | 2–3 | X   | 1–2 | —   | 4–3 | X   | X   | 1–4 | 1–2 | 1–0 | 2–3 | 2–1 |
| C.D. San Esteban de Gormaz      | 0–3 | 0–2 | 1–1 | X   | X   | 5–1  | 0–1 | 1–0 | X   | 1–0 | —   | 0–1 | 2–2 | X   | 0–1 | X   | 4–1 | 1–0 |
| C.D. San José                   | X   | 0–3 | X   | 2–2 | 1–1 | X    | 0–0 | 3–0 | 1–0 | 2–0 | X   | —   | X   | 2–0 | X   | 0–0 | 3–0 | 0–0 |
| C.D. Tardelcuende               | X   | X   | 1–1 | X   | 1–2 | 7–1  | 0–1 | X   | 3–0 | 1–2 | 2–2 | 1–2 | —   | X   | 1–3 | 1–3 | 1–1 | 0–2 |
| Turégano C.F.                   | 1–1 | 3–0 | 3–0 | X   | 2–2 | 3–0  | 0–2 | X   | 2–2 | 2–3 | 0–1 | 4–1 | 1–1 | —   | 1–2 | 0–1 | X   | X   |
| Unami C.P.                      | 2–1 | 2–0 | 1–3 | 2–1 | X   | 8–0  | 3–2 | 3–2 | X   | X   | 0–0 | 3–1 | X   | 0–2 | —   | X   | X   | 1–0 |
| Sporting Uxama                  | 1–1 | 5–2 | 3–1 | X   | 3–2 | 1–0  | 1–0 | 7–0 | 1–3 | X   | 2–1 | X   | 1–0 | 1–0 | 2–0 | —   | X   | X   |
| C.D. Villamuriel                | X   | X   | X   | 0–0 | 0–1 | 4–0  | 0–2 | X   | 1–1 | 4–1 | 1–1 | X   | 1–1 | 0–1 | 2–0 | 1–1 | —   | 1–1 |
| Villarcayo Nela C.F.            | X   | X   | X   | 0–2 | 1–1 | 1–0  | X   | X   | 0–2 | 2–0 | 4–1 | 0–0 | 2–0 | 0–3 | 0–1 | 1–2 | 4–1 | —   |

1. ↑  El partido San José-Calasanz, que terminó con resultado de 0-0 fue resuelto administrativamente con resultado de 0-3 por alineación indebida del conjunto local.

#### Máximos goleadores
| Pos. | Jugador               | Equipo                 | Goles | Partidos |
| ---- | --------------------- | ---------------------- | ----- | -------- |
| 1º   | David Terleira        | CyD Cebrereña          | 27    | 24       |
| 2º   | Paulino Varietti      | C.D. Castilla Palencia | 15    | 19       |
| 2º   | Mikel Prieto          | C.D.F. Carejas Paredes | 15    | 22       |
| 3º   | Pedro Dango           | C.D. Palencia C.F.     | 13    | 19       |
| 4º   | Juan Carlos Arce      | Briviesca C.F.         | 12    | 22       |
| 5º   | Víctor Manuel Pascual | Turégano C.F.          | 11    | 21       |
| 5º   | Jorge Andrés          | C.D. Tardelcuende      | 11    | 22       |
| 6º   | Guillermo Pérez       | C.D. Tardelcuende      | 10    | 19       |
| 6º   | Sergio Madrigal       | C.D. Calasanz          | 10    | 21       |

### Grupo B

#### Clasificación
| Pos. | Equipo                         | Pts. | PJ | G  | E  | P  | GF | GC | Dif. |                            |
| ---- | ------------------------------ | ---- | -- | -- | -- | -- | -- | -- | ---- | -------------------------- |
| 1    | C.D. Peñaranda (A, C)          | 46   | 24 | 14 | 4  | 6  | 45 | 27 | +18  | Ascenso a Tercera División |
| 2    | C.D. Villa de Simancas         | 45   | 24 | 13 | 6  | 5  | 33 | 20 | +13  |                            |
| 3    | La Cistérniga C.F.             | 39   | 24 | 11 | 6  | 7  | 43 | 31 | +12  |                            |
| 4    | C.D. Mojados                   | 39   | 24 | 12 | 3  | 9  | 40 | 32 | +8   |                            |
| 5    | Ciudad Rodrigo C.F.            | 38   | 24 | 10 | 8  | 6  | 42 | 38 | +4   |                            |
| 6    | C.D. Ribert                    | 38   | 24 | 12 | 2  | 10 | 45 | 35 | +10  |                            |
| 7    | C.D. Navega                    | 36   | 24 | 10 | 6  | 8  | 44 | 40 | +4   |                            |
| 8    | Béjar Industrial               | 35   | 24 | 10 | 5  | 9  | 49 | 34 | +15  |                            |
| 9    | C.D. Bovedana                  | 35   | 24 | 9  | 8  | 7  | 39 | 35 | +4   |                            |
| 10   | Betis C.F.                     | 33   | 24 | 8  | 9  | 7  | 32 | 30 | +2   |                            |
| 11   | C.D. Onzonilla                 | 32   | 24 | 7  | 11 | 6  | 31 | 29 | +2   |                            |
| 12   | C.D. Villaralbo                | 31   | 24 | 9  | 4  | 11 | 33 | 36 | −3   |                            |
| 13   | C.D. Laguna                    | 31   | 24 | 9  | 4  | 11 | 36 | 45 | −9   |                            |
| 14   | C.D. Benavente                 | 30   | 24 | 8  | 6  | 10 | 36 | 35 | +1   |                            |
| 15   | C.D. Fabero                    | 26   | 24 | 6  | 8  | 10 | 27 | 41 | −14  |                            |
| 16   | C.D. Hergar Camelot Helmántica | 24   | 24 | 5  | 9  | 10 | 27 | 34 | −7   |                            |
| 17   | S.D. Ponferradina "B"          | 24   | 24 | 6  | 6  | 12 | 33 | 39 | −6   |                            |
| 18   | C.D. Universidad de Valladolid | 11   | 24 | 2  | 5  | 17 | 28 | 82 | −54  |                            |

Actualizado a los partidos jugados el 08 de marzo de 2020.
 Fuente: Resultados Fútbol
Criterios de clasificación: Puntos · Enfrentamientos directos · Diferencia de goles · Goles a favor.

#### Resultados
| Local \ Visitante              | BEJ | BEN | BET | BOV | CRD | FAB | HER | LAG | LCS | MOJ | NAV | ONZ | PEÑ | PONb | RIB | UVA  | VLB | VSM |
| ------------------------------ | --- | --- | --- | --- | --- | --- | --- | --- | --- | --- | --- | --- | --- | ---- | --- | ---- | --- | --- |
| Béjar Industrial               | —   | 3–1 | X   | X   | 5–1 | 0–1 | 1–0 | X   | 1–3 | 0–3 | 2–2 | X   | 3–2 | 1–2  | 4–0 | 10–0 | 1–0 | X   |
| C.D. Benavente                 | 3–1 | —   | 1–1 | 1–1 | X   | 3–1 | X   | 3–1 | X   | 0–2 | 1–0 | 1–0 | 0–2 | X    | X   | 1–2  | 1–0 | 1–2 |
| Betis C.F.                     | 2–1 | X   | —   | 3–1 | 1–1 | 0–0 | 0–0 | 3–0 | X   | X   | 1–1 | 0–0 | 0–1 | X    | 3–2 | X    | 2–3 | 0–2 |
| C.D. Bovedana                  | 1–0 | X   | X   | —   | 3–1 | 2–0 | 5–1 | 1–1 | X   | X   | 2–2 | 1–1 | 1–1 | 3–2  | 2–1 | 1–1  | 2–2 | 1–2 |
| Ciudad Rodrigo C.F.            | X   | 1–4 | 3–1 | X   | —   | 1–1 | 3–1 | 5–3 | 5–3 | 0–0 | X   | 0–0 | X   | 2–1  | 2–1 | 2–3  | X   | 1–1 |
| C.D. Fabero                    | 3–2 | 2–0 | 1–2 | X   | 0–2 | —   | 1–1 | 4–1 | X   | X   | X   | 0–4 | 1–0 | 2–2  | 0–4 | X    | 2–2 | 0–0 |
| C.D. Hergar Camelot Helmántica | X   | 1–1 | 1–1 | 1–2 | 1–1 | 2–0 | —   | 2–1 | 2–2 | 2–1 | X   | 2–2 | X   | 2–0  | X   | 0–1  | X   | 0–0 |
| C.D. Laguna                    | 2–2 | X   | 2–1 | 1–2 | X   | X   | X   | —   | 0–0 | 3–0 | 0–2 | 2–1 | 3–2 | 2–2  | X   | X    | 2–1 | 1–0 |
| La Cistérniga C.F.             | 2–2 | 3–2 | 1–2 | 4–1 | X   | 2–0 | 1–0 | 1–3 | —   | 2–0 | X   | 1–1 | X   | X    | 1–0 | 5–1  | 0–2 | 2–3 |
| C.D. Mojados                   | 4–0 | 1–0 | 2–4 | 1–0 | X   | 3–1 | X   | 1–0 | X   | —   | 6–1 | 2–1 | 1–1 | X    | 0–1 | 3–2  | 1–2 | 1–1 |
| C.D. Navega                    | 1–4 | 1–0 | X   | X   | 3–3 | 2–1 | 0–0 | 2–0 | 2–3 | X   | —   | X   | 2–0 | 5–0  | 0–4 | 8–0  | 0–2 | 0–2 |
| C.D. Onzonilla                 | 0–3 | X   | 1–1 | 3–2 | 1–2 | 0–0 | 3–2 | X   | X   | X   | 2–0 | —   | 2–2 | 0–0  | 1–1 | X    | 2–1 | 1–2 |
| C.D. Peñaranda                 | 0–1 | 1–0 | X   | X   | 0–0 | 6–1 | 3–2 | 2–1 | 1–0 | 3–2 | X   | X   | —   | 2–1  | 1–0 | 2–1  | 3–1 | X   |
| S.D. Ponferradina "B"          | X   | 1–3 | 0–0 | X   | 0–2 | X   | 2–1 | 1–2 | 1–1 | 2–0 | X   | 1–2 | X   | —    | 4–0 | 3–2  | 6–1 | 1–2 |
| C.D. Ribert                    | X   | 3–2 | 3–0 | 2–1 | 2–3 | X   | 1–3 | 4–1 | 1–0 | 1–2 | 2–2 | X   | X   | 3–1  | —   | 3–0  | X   | X   |
| C.D. Universidad de Valladolid | 2–2 | 2–3 | 2–4 | 2–2 | X   | 1–4 | X   | 2–5 | 1–5 | 1–3 | 0–1 | 1–1 | 1–7 | X    | X   | —    | X   | 1–3 |
| C.D. Villaralbo                | X   | 1–2 | X   | 0–1 | 2–1 | X   | 2–0 | X   | 0–0 | 2–0 | 1–2 | X   | 0–2 | 1–0  | 1–4 | 5–1  | —   | X   |
| C.D. Villa de Simancas         | 1–1 | X   | 2–1 | 2–1 | 1–0 | X   | X   | X   | 0–1 | X   | 3–1 | 0–1 | 2–0 | 0–0  | 1–2 | X    | 2–1 | —   |

#### Máximos goleadores
| Pos. | Jugador                 | Equipo                 | Goles | Partidos |
| ---- | ----------------------- | ---------------------- | ----- | -------- |
| 1º   | Alejandro Garrido       | C.D. Peñaranda         | 18    | 24       |
| 2º   | Francisco Javier Turiel | C.D. Benavente         | 14    | 23       |
| 3º   | Carlos Alonso "Chatún"  | C.D. Mojados           | 13    | 24       |
| 3º   | José Luis Giralte       | Betis C.F.             | 13    | 31       |
| 4º   | Francisco Cifuentes     | C.D. Laguna            | 12    | 22       |
| 4º   | Raúl Calvo              | C.D. Bovedana          | 12    | 23       |
| 5º   | Daniel Blanco           | C.D. Villa de Simancas | 11    | 14       |
| 6º   | Rubén Sánchez           | Béjar Industrial       | 10    | 20       |
| 6º   | Víctor Román            | C.D. Villaralbo        | 10    | 23       |

## Ascendidos a Tercera División
| Bandera de Castilla y León    | Bandera de Castilla y León | Bandera de Castilla y León |
| C.D. Colegios Diocesanos UCAV | C.D. Peñaranda             | CyD Cebrereña              |
| 1.° Grupo A                   | 1.° Grupo B                | 2.° Grupo A                |

## Clasificados para la Copa del Rey
| Bandera de Castilla y León    |
| C.D. Colegios Diocesanos UCAV |
| 1.° Grupo A                   |